# Xenosperma
Xenosperma is een geslacht van schimmels behorend tot de familie Xenasmataceae. Het geslacht werd voor het eerst in 1966 beschreven door de mycoloog Franz Oberwinkler.

## Soorten
- Xenosperma hexagonosporum
- Xenosperma ludibundum (Gehoornd nevelkorstje)
- Xenosperma murrillii
- Xenosperma pravum